# Alliance des syndicalistes anarchistes
L'Alliance des syndicalistes anarchistes est créée, en 1992, par Serge Mahé et ses compagnons rassemblés autour de la publication de la Lettre anarchiste.

## Projet
La plate-forme de ce regroupement a été publiée dans la Lettre anarchiste n°14 en avril 1993.
L'activité de ces militants sous cette étiquette semble se terminer en 1996.
La Lettre anarchiste sortira sous version électronique en 2003, pour 3 éditions.

## Publications
- Lettre Anarchiste, n°14, avril 1993, texte intégral.

## Sources
- Dictionnaire des anarchistes, « Le Maitron », 2014 : Serge Mahé.
- Dictionnaire des anarchistes, « Le Maitron », 2014 : Jean Hédou.